# Xiphorhynchus chunchotambo
El trepatroncos de Tschudi (Xiphorhynchus chunchotambo) es una especie —o el grupo de subespecies Xiphorhynchus ocellatus chunchotambo, dependiendo de la clasificación considerada— de ave paseriforme de la familia Furnariidae, subfamilia Dendrocolaptinae, perteneciente al numeroso género Xiphorhynchus. Es nativa de los contrafuertes andinos y tierras bajas amazónicas adyacentes del oeste de América del Sur. 

## Distribución y hábitat
Se distribuye por el piedemonte andino oriental de baja altitud y terrenos amazónicas adyacentes, desde el sur de Colombia, hacia el sur por el este de Ecuador, este de Perú, extremo oeste de Brasil, hasta el norte y centro de Bolivia.
Sus hábitats naturales son las selvas húmedas de los bajos contrafuertes andinos, pero también en las tierras bajas adyacentes. Principalmente en las selvas montanas y bosques nubosos, pero también en selvas húmedas de terra firme, de llanuras aluviales y estacionamente inundables, ocasionalmente en pantanos arbolados, con más frecuencia en bajas altitudes; en Bolivia, también en bosques semi-caducifolios en los valles andinos. Parece preferir el interior de selvas maduras, pero también ocurre en hábitats marginales (crecimientos secundarios, enmarañados de bambuzales Guadua o bordes de bosque) en algunas localidades bajas. Aparentemente es más común en la zona tropical más alta del piedemonte andino, donde alcanza los 1800 m de altitud.

## Descripción
Es de tamaño mediano, mide entre 21 y 24,5 cm de longitud y pesa entre 30 y 38 g. El pico es bastante largo y ligeramente curvado. El plumaje es predominantemente de color marrón, pero más rojizo en el lomo, las alas y la cola. El pájaro tiene la garganta de color beige, puntos beige en la corona y el pecho, rayas beige en la parte posterior y una franja negra.
El sonido que emiten es una serie descendente de notas en staccato. Su llamado incluye un silbido de corto descenso, un llamado diáfano tembloroso y como un cascabel seco.

## Sistemática

### Descripción original
La especie X. chunchotambo fue descrita por primera vez por el ornitólogo suizo Johann Jakob von Tschudi en 1844 bajo el nombre científico Dendrocolaptes chunchotambo; la localidad tipo es: «valle de Chanchamayo, Junín, Perú».

### Etimología
El nombre genérico masculino «Xiphorhynchus» se compone de las palabras del griego «ξιφος xiphos» que significa ‘espada’, y «ῥυγχος rhunkhos» que significa ‘pico’; y el nombre de la especie «chunchotambo», se compone de las palabras del quechua «chunchu» que significa ‘salvaje’, ‘habitante de la selva’, en referencia a los chunchos, habitantes amerindios de Junín y «tambo» que significa ‘estación’, ‘fortificación’.

### Taxonomía
La presente especie es reconocida como separada del trepatroncos ocelado Xiphorhynchus ocellatus por las clasificaciones Aves del Mundo (HBW), Birdlife International (BLI), y el Comité Brasileño de Registros Ornitológicos (CBRO), con base en estudios genéticos anteriores y en la profunda divergencia genética encontrada en un análisis filogenético multilocular del complejo Xiphorhynchus pardalotus/ocellatus de Sousa-Neves et al (2013); así como también con base en la significativa diferencia de vocalizaciones. Sin embargo, esta separación no fue reconocida por el Comité de Clasificación de Sudamérica (SACC) que rechazó la Propuesta N.º 600 que propuso la separación de X. ocellatus en tres especies, debido a la insuficiencia de datos publicados de vocalizaciones; lo que es seguido por otras clasificaciones.
Los datos genéticos evidenciaron que X. ocellatus (con Xiphorhynchus beauperthuysii) y la presente especie son especies hermanas, con Xiphorhynchus pardalotus basal al par formado por ambas.

### Subespecies
Según HBW, se reconocen tres subespecies, con su correspondiente distribución geográfica:
- Xiphorhynchus chunchotambo napensis Chapman, 1924 – contrafuertes andinos bajos y tierras bajas amazónicas adyacentes desde el sur de Colombia (sureste de Nariño, oeste de Caquetá) hacia el sur hasta el noreste de Perú (al sur hasta el río Marañón).
- Xiphorhynchus chunchotambo chunchotambo (Tschudi, 1844) – contrafuertes andinos bajos en el este y noreste de Perú (al sur del Marañón hasta Ucayali y Junín).
- Xiphorhynchus chunchotambo brevirostris J.T. Zimmer, 1934 – contrafuertes andinos bajos y tierras bajas amazónicas adyacentes en el sureste de Perú, Brasil (sur de Acre) y norte y centro de Bolivia (La Paz y oeste de Beni al este hasta el oeste de Santa Cruz).

Algunos autores sugieren que la subespecie napensis estaría aliada a X. ocellatus, pero la morfología externa soporta el tratamiento como subespecie de la presente.